# 米歇爾·古根海姆
米歇爾·古根海姆（法語：Michel Gugenheim，1950年─）出生於法國法蘭西島大區首府巴黎，曾經是法國猶太教首席拉比。

## 生平
- 1980年：擔任巴黎十九區猶太教堂的拉比
- 1992年-2012年：法國猶太神學院董事
- 2012年：當選巴黎首席拉比
- 2013年4月11日到2014年6月22日，擔任臨時法國首席拉比，接替因為剽竊醜聞而下台的吉勒·贝尔南[1]。
- 2019年：再度獲選巴黎首席拉比，任期將至2026年結束[2]。

## 受獎
- 法國榮譽軍團勳章